# Трубино
Трубино́ (рос. Трубино) — село у складі Щолковського міського округу Московської області, Росія.

## Населення
Населення — 979 осіб (2010; 1081 у 2002).
Національний склад (станом на 2002 рік):
- росіяни — 96 %